# 井上真由子
井上 真由子（いのうえ まゆこ、1997年5月26日 - ）は、日本の元女性アイドルで、SUPER☆GiRLSのメンバーだった。
兵庫県神戸市出身。在籍時はエイベックス・マネジメント所属。愛称は、まゆちゃん、まゆまゆ。

## 略歴
2018年7月から実施された『SUPER☆GiRLS超オーディション!!!!』（MBSラジオルート）に応募。同年10月6日に行われたファイナリスト決定イベントを通過して同ルートファイナリスト6名に選出。同年11月4日に行われた他ルートの候補者と合わせた公開最終審査を経て、同年12月19日に開催された『SUPER☆GiRLS超LIVE 2018 8th DEBUT Anniversary 〜NEW GENERATIONS!!!!〜』にてSUPER☆GiRLS 第4期メンバーとしてグループに加入することが発表された。デビュー曲『コングラCHUレーション!!!!』ではセンターを担当した。
2020年7月、ストリーミングサービス SHOWROOM上で実施された『CanCamモデル発掘オーディション』にエントリーし、グランプリを獲得。その後はCanCam it girlとして継続的にモデル活動を行うなど、活動の幅を広げていた。
2021年7月19日より体調不良のため活動を休止し、同年末で芸能界を引退した。
2024年1月3日、自身のInstagramにて昨年の春に入籍し、子供を出産していた事を発表した。

## 人物
SUPER☆GiRLSでの担当カラー（超絶カラー）はウルトラ・マリン（紺色）。趣味は美容について学ぶこと、お笑いを見ること、ホラー映画鑑賞など。SUPER☆GiRLS加入直後のインタビューでは｢おしゃれがすごく好きなので、できれば女性誌などのファッション関係の仕事をしたい｣と語っており、CanCam it girlになったことでその目標を叶えている。
自らのキャッチフレーズとして「こんな声でも地声です。モスキート音とか言わせません。」と語るなど高域の地声が特徴的で、チャームポイントとして公表している。
メディアでは「おっとりした雰囲気で癒やし系」と形容されることもある一方で、自らの意思で複数のモデルオーディション等にエントリーを行うなど目標への強い思いを持っており、SUPER☆GiRLSメンバーの長尾しおりからは「意外と自分の意志を強く持っている」「努力家」と紹介されている。
おばあちゃんっ子であることを公言しており、好きな食べ物としてお菓子や飴などを挙げている。同じくSUPER☆GiRLSのメンバーである坂林佳奈からもインタビューで「すごいおばあちゃんっぽいところがある」と言及されている。
寝言が活発というエピソードを持っており、SUPER☆GiRLSの関西出身のメンバーが同じ寮で生活していた際に同室だった坂林には「寝言がすごいんですよ(笑)。同じ部屋に住んでいたことがあるんですけど、質問系の寝言なんです。＜真由子のこと好き？＞みたいな(笑)」と語られている。

## 出演

### ネット配信
- SHOWROOM『CanCam Room』(2020年10月15日)[19]

## 書籍

### 雑誌
- CanCam（2020年12月号 - 2021年7月号、不定期、小学館）

### デジタル写真集
- CanCamデジタル写真集（小学館）
  - 井上真由子「好きかも。」（2021年5月26日）[20]
  - 井上真由子「好きだよ？」（2021年5月26日）[20]